# Beatrice Gafner
Beatrice Gafner, švicarska alpska smučarka, * 19. november 1964, Beatenberg, Švica.
Nastopila je na Olimpijskih igrah 1988, kjer je odstopila v kombinaciji. V svetovnem pokalu je tekmovala tri sezone med letoma 1987 in 1989 ter dosegla dve zmagi in še eno uvrstitev na stopničke, vse v smuku. V skupnem seštevku svetovnega pokala je bila najvišje na 29. mestu leta 1989, ko je bila tudi sedma v smukaškem seštevku. 